# Borov goban
Borov goban (znanstveno ime Boletus pinophilus) je gliva iz rodu gobanov. Znan je tudi pod domačim imenom borovnik.

## Značilnosti
Klobuk je zajetnejši od drugih gobanov, konveksen in sprva mahen glede na bet, z dozorevanjem pa se povečuje. V premeru lahko doseže do 40 cm. Koža klobuka je suha, mat in je lahko obarvana od kostanjeve do čokoladno rjave z rdečkastim odtenkom. Mlad, nezrel klobuk ima lahko bledo rožnato barvo in bel praškast odtenek.
Bet je zajeten in impozanten, čebulaste oblike in prekrit z mrežico, ki je precej bolj groba kot pri drugih gobanih. Barva je podobna barvi klobuka, z oranžno rdečim odtenkom, ki je bolj očiten v dnišču. 
Trosovnica je sestvljena iz cevk, ki so najprej obarvane belo, s staranjem porumenijo in ob polni zrelosti postanejo olivno rjave.
Meso gobe je belo in milega okusa. Na prerezu ne spremeni barve.

## Razširjenost in življenjski prostor
Borov goban raste v sožiteljskem ektomikoriznem razmerju z iglavci, najpogosteje z borovci. Je najredkejši med gobani, čeprav je široko razširjen v zmernem podnebnem pasu v Evropi. Njegov življenjski prostor se razteza v Malo Azijo in jugozahodno Azijo, natančneje do Permske pokrajine v osrednji Rusiji in Irkutske regije v Sibiriji. Najdemo ga tudi v nasadih neavtohtonih borovcev (kot je črni bor) v vzhodni Severni Ameriki, Mehiki, Čilu, Južni Afriki in Novi Zelandiji. Avtohtone populacije iz Kitajske in Severne Amerike so bile večinoma potrjene kot druge ločene vrste.

## Mikroskopske značilnosti
Trosni odtis je olivno rjave barve. Trosi so podolgovato elipsasti in merijo 15,5–20 x 4,5–5,5 μm.

## Podobne vrste
- jesenski goban (Boletus edulis) ima bolj izrazito belo mrežico na betu in cevke mu na pritisk ne pomodrijo
- poletni goban (Boletus reticulatus) raste pod listavci
- črni goban (Boletus aereus) ima temnejše obarvan klobuk z bronastimi odtenki in žametasto ter poprhnjeno površino
- kostanjasti polstenovec (Imleria badia) nima mrežice na betu in cevke na pritisk hitro pozelenijo

## Uporabnost
Užiten in okusen, podobno kot vsi gobani.
Odkrili so, da je bioakumulator težkih kovin: živega srebra, kadmija in selena. Da bi zmanjšali izpostavljenost se je dobro izogibati nabiranju gob na onesnaženih območjih, kot so tista v bližini rudnikov, topilnic, cest, sežigalnic in odlagališč smeti. Poleg tega je pametno odstraniti cevke, saj vsebujejo največje koncentracije bioakumuliranih snovi.

## Galerija slik
- trosovnica in bet